# A harmadik görög drachma pénzérméi
A harmadik görög drachma Görögország pénzneme volt 1954 és 2001 között, 2002-ben váltotta fel az euró. Váltópénze 1:100 arányban a lepton volt, viszont 1 lepton vagy 2 lepta értékű érmék sosem kerültek forgalomba. Az érmék értékei 5, 10, 20 és 50 lepta (λEπTa), 1 drachma (ΔΡaΧΜa), valamint  2, 5, 10, 20, 50 és 100 drachmai (ΔΡaΧΜaΙ) voltak, amely többes számot 1982-ben megváltoztatták drachmesre (ΔΡΑΧΜΕΣ). Az érmék uralkodónként, időszakonként más-más mintájúak voltak.

## Adatok[1]

### I. Pál,II. Konstantinés a görög junta időszakának (1954–1974) érméi
| Érme   | Érme                         | Érme        | Ábrázolás                                                                     | Ábrázolás                                                                     | Technikai paraméterek | Technikai paraméterek | Technikai paraméterek | Technikai paraméterek  | Verés                              | Verés       | Középpont  |
| Előlap | Hátlap                       | Érték       | Előlap                                                                        | Hátlap                                                                        | Átmérő                | Tömeg                 | Vastagság             | Anyag                  | Verési év(ek)                      | Vert darab  | Középpont  |
| ------ | ---------------------------- | ----------- | ----------------------------------------------------------------------------- | ----------------------------------------------------------------------------- | --------------------- | --------------------- | --------------------- | ---------------------- | ---------------------------------- | ----------- | ---------- |
|        |                              | 5 lepta     | Búzaágak, érték                                                               | Koszorú koronával                                                             | 20,5 mm               | 0,85 g                | 1,2 mm                | Alumínium              | 1954, 1971                         | 16 000 000  | Lyukas     |
|        |                              | 10 lepta    | Szőlő, érték két oldalon                                                      | Koszorú koronával                                                             | 22 mm                 | 1 g                   | 1,28 mm               | Alumínium              | 1954, 1959, 1964, 1966, 1969, 1971 | 125 922 000 | Lyukas     |
|        |                              | 10 lepta    | Két delfin egy háromágú szigony körül, érték                                  | Lángjaiból felemelkedő főnix                                                  | 20 mm                 | 1,1 g                 | 1,68 mm               | Alumínium              | 1973                               | 15 134 000  | Sima       |
|        |                              | 20 lepta    | Olívaág, érték                                                                | Koszorú koronával                                                             | 24 mm                 | 1,2 g                 | 1,25 mm               | Alumínium              | 1954, 1959, 1964, 1966, 1969, 1971 | 91 108 000  | Lyukas     |
|        | Lángjaiból felemelkedő főnix | 20 lepta    | Olívaág, érték                                                                | 22 mm                                                                         | 1,3 g                 | 1,5 mm                | 1973                  | Alumínium              | 15 266 000                         | Sima        |            |
|        |                              | 50 lepta    | Görögország címere koronával, érték                                           | I. Pál portréja                                                               | 28 mm                 | 2,26 g                | 1,18 mm               | Réz-nikkel             | 1954, 1957, 1959, 1962, 1964       | Sima        | 92 996 000 |
|        | II. Konstantin portréja      | 50 lepta    | Görögország címere koronával, érték                                           | 18 mm                                                                         | 2,3 g                 | 1,37 mm               | 1966, 1970            | Réz-nikkel             | 40 160 000                         | Sima        |            |
|        |                              | 50 lepta    | Minta, érték                                                                  | Lángjaiból felemelkedő főnix                                                  | 18 mm                 | 2,5 g                 | 1,4 mm                | Réz-nikkel             | 1973                               | Sima        | 55 232 000 |
|        |                              | 1 drachma   | Görögország címere koronával, érték                                           | I. Pál portréja                                                               | 21 mm                 | 4 g                   | 1,7 mm                | Réz-nikkel             | 1954, 1957, 1959, 1962             | Sima        | 62 482 000 |
|        |                              | 1 drachma   | Görögország címere koronával, érték                                           | II. Konstantin portréja                                                       | 20,94 mm              | 4 g                   | 1,52 mm               | Réz-nikkel             | 1966-1967, 1970                    | Sima        | 47 001 000 |
|        |                              | 1 drachma   | Egy kis bagoly, Athéné istennő szimbóluma, érték                              | Lángjaiból felemelkedő főnix                                                  | 21 mm                 | 3,96 g                | 1,6 mm                | Réz-nikkel             | 1973                               | Sima        | 45 218 000 |
|        |                              | 2 drachmai  | Görögország címere koronával, érték                                           | I. Pál portréja                                                               | 23,89 mm              | 5,78 g                | 1,62 mm               | Réz-nikkel             | 1954, 1957, 1959, 1962             | Sima        | 37 876 000 |
|        |                              | 2 drachmai  | Görögország címere koronával, érték                                           | II. Konstantin portréja                                                       | 24 mm                 | 6,05 g                | 1,84 mm               | Réz-nikkel             | 1966-1967, 1970                    | Sima        | 27 000 000 |
|        |                              | 2 drachmai  | Egy kis bagoly, Athéné istennő szimbóluma, érték                              | Lángjaiból felemelkedő főnix                                                  | 24 mm                 | 6,1 g                 | 1,9 mm                | Réz-nikkel             | 1973                               | Sima        | 51 164 000 |
|        |                              | 5 drachmai  | Görögország címere koronával, érték                                           | I. Pál portréja                                                               | 27,9 mm               | 9,05 g                | 1,8 mm                | Réz-nikkel             | 1954                               | Sima        | 21 000 000 |
|        |                              | 5 drachmai  | Görögország címere koronával, érték                                           | II. Konstantin portréja                                                       | 27,5 mm               | 9 g                   | 1,8 mm                | Réz-nikkel             | 1966, 1970                         | Sima        | 17 000 000 |
|        |                              | 5 drachmai  | Pegazus, érték                                                                | Lángjaiból felemelkedő főnix                                                  | 25 mm                 | 9,1 g                 | 2,44 mm               | Réz-nikkel             | 1973                               | Sima        | 13 931 000 |
|        |                              | 10 drachmai | Görögország címere koronával, érték                                           | I. Pál portréja                                                               | 30 mm                 | 10 g                  | 1,57 mm               | Nikkel                 | 1959                               | Sima        | 20 000 000 |
|        |                              | 10 drachmai | Görögország címere koronával, érték                                           | II. Konstantin portréja                                                       | 30 mm                 | 10,05 g               | 1,88 mm               | Réz-nikkel             | 1968                               | Sima        | 40 000 000 |
|        |                              | 10 drachmai | Pegazus, érték                                                                | Lángjaiból felemelkedő főnix                                                  | 27 mm                 | 7,5 g                 | 1,9 mm                | Réz-nikkel             | 1973                               | Sima        | 6 456 000  |
|        |                              | 20 drachmai | Szeléné, a hold istennője lóháton                                             | I. Pál portréja                                                               | 26,2 mm               | 7,5 g                 | 2 mm                  | Ezüst, 835-ös finomság | 1960                               | Sima        | 20 000 000 |
|        |                              | 20 drachmai | Athéné istennő, érték                                                         | Lángjaiból felemelkedő főnix                                                  | 29 mm                 | 11,12 g               | 1,32 mm               | Réz-nikkel             | 1973                               | Sima        | 10 079 000 |
|        |                              | Emlékérmék  |                                                                               |                                                                               |                       |                       |                       |                        |                                    |             |            |
|        |                              | 10 lepta    | Két delfin egy háromágú szigony körül, érték                                  | A görög junta emblémája, egy katona egy főnix előtt, évfordulói évszám, érték | 20 mm                 | 1,1 g                 | Nincs adat            | Alumínium              | 1973                               | 2 742 000   | Sima       |
|        |                              | 20 lepta    | Olívaág, érték                                                                | A görög junta emblémája, egy katona egy főnix előtt, évfordulói évszám, érték | 22 mm                 | 1,3 g                 | Nincs Adat            | Alumínium              | 1973                               | 2 718 000   | Sima       |
|        |                              | 50 lepta    | A görög junta emblémája, egy katona egy főnix előtt, évfordulói évszám, érték | II. Konstantin portréja                                                       | 18 mm                 | 2,25 g                | 1,25 mm               | Réz-nikkel             | 1971, 1973                         | 20 341 000  | Sima       |
|        |                              | 1 drachma   | A görög junta emblémája, egy katona egy főnix előtt, évfordulói évszám, érték | II. Konstantin portréja                                                       | 21 mm                 | 4 g                   | 1,55 mm               | Réz-nikkel             | 1971, 1973                         | 20 181 000  | Sima       |
|        |                              | 2 drachmai  | A görög junta emblémája, egy katona egy főnix előtt, évfordulói évszám, érték | II. Konstantin portréja                                                       | 24 mm                 | 6,1 g                 | 1,88 mm               | Réz-nikkel             | 1971, 1973                         | 17 969 000  | Sima       |
|        |                              | 5 drachmai  | A görög junta emblémája, egy katona egy főnix előtt, évfordulói évszám, érték | II. Konstantin portréja                                                       | 28 mm                 | 9 g                   | 1,9 mm                | Réz-nikkel             | 1971, 1973                         | 7 180 000   | Sima       |
|        |                              | 10 drachmai | A görög junta emblémája, egy katona egy főnix előtt, évfordulói évszám, érték | II. Konstantin portréja                                                       | 29,9 mm               | 10,05 g               | 1,95 mm               | Réz-nikkel             | 1971, 1973                         | 1 043 000   | Sima       |
|        |                              | 20 drachmai | Szeléné, a hold istennője lóháton                                             | A görög junta emblémája, egy katona egy főnix előtt, évfordulói évszám, érték | 32 mm                 | 11,95 g               | 2 mm                  | Réz-nikkel             | 1973                               | 3 092 000   | Sima       |

### A harmadik görög köztársaság (1974-euró) érméi
| Érme                              | Érme                               | Érme                  | Ábrázolás                                   | Ábrázolás                       | Technikai paraméterek  | Technikai paraméterek | Technikai paraméterek | Technikai paraméterek | Verés                                    | Verés       |
| Előlap                            | Hátlap                             | Érték                 | Előlap                                      | Hátlap                          | Átmérő                 | Tömeg                 | Vastagság             | Anyag                 | Verési év(ek)                            | Vert darab  |
| --------------------------------- | ---------------------------------- | --------------------- | ------------------------------------------- | ------------------------------- | ---------------------- | --------------------- | --------------------- | --------------------- | ---------------------------------------- | ----------- |
|                                   |                                    | 10 lepta              | Mérges bika, érték                          | Görögország címere              | 20 mm                  | 1,1 g                 | Nincs Adat            | Alumínium             | 1976, 1978                               | 2 834 000   |
|                                   |                                    | 20 lepta              | Balra néző mén, érték                       | Görögország címere              | 22 mm                  | 1,3 g                 | 1,5 mm                | Alumínium             | 1976, 1978                               | 3 309 000   |
|                                   |                                    | 50 lepta              | Érték                                       | Márkosz Bócarisz                | 18 mm                  | 2,51 g                | 1,45 mm               | Réz-nikkel            | 1976, 1978, 1980, 1982, 1984             | 74 281 000  |
|                                   |                                    | 1 drachma             | Korvett, egy 1821-es hajó, érték            | Konstantinos Kanaris            | 21 mm                  | 4 g                   | 1,55 mm               | Réz-nikkel            | 1976, 1978, 1980, 1982, 1984, 1986       | 281 515 000 |
|                                   |                                    | 1 drachma             | Korvett, egy 1821-es hajó, érték            | Laskarina Bouboulina            | 18 mm                  | 2,8 g                 | 1,46 mm               | Réz                   | 1988, 1990, 1992, 1994, 1998, 2000       | 36 707 000  |
|                                   |                                    | 2 drachmai/ drachmes  | Két keresztezett puska, érték               | Georgios Karaiskakis            | 24 mm                  | 6 g                   | 1,77 mm               | Réz-nikkel            | 1976, 1978, 1980                         | 155 128 000 |
| 1982, 1984, 1986                  | 123 249 000                        | 2 drachmai/ drachmes  | Két keresztezett puska, érték               | Georgios Karaiskakis            | 24 mm                  | 6 g                   | 1,77 mm               | Réz-nikkel            |                                          |             |
|                                   |                                    | 2 drachmai/ drachmes  | Ágyú, horgony és csónakkerék, érték         | Manto Mavrogenous               | 21 mm                  | 3,75 g                | 1,48 mm               | Réz                   | 1988, 1990, 1992, 1994, 1998, 2000       | 107 299 000 |
|                                   |                                    | 5 drachmai/ drachmes  | Érték                                       | Arisztotelész                   | 22,5 g                 | 5,5 g                 | 1,85 mm               | Réz-nikkel            | 1976, 1978, 1980                         | 136 292 000 |
| 1988, 1990, 1992, 1994, 1998-2000 | 119 428 000                        | 5 drachmai/ drachmes  | Érték                                       | Arisztotelész                   | 22,5 g                 | 5,5 g                 | 1,85 mm               | Réz-nikkel            |                                          |             |
|                                   |                                    | 10 drachmai/ drachmes | Atom, érték                                 | Démokritosz                     | 25,6 mm                | 7,5 g                 | 1,95 mm               | Réz-nikkel            | 1976, 1978, 1980                         | 120 186 000 |
| 26 mm                             | 1988, 1990, 1992, 1994, 1998, 2000 | 10 drachmai/ drachmes | Atom, érték                                 | Démokritosz                     | 100 651 000            | 7,5 g                 | 1,95 mm               | Réz-nikkel            |                                          |             |
|                                   |                                    | 20 drachmai/ drachmes | Parthenón, érték                            | Periklész                       | 29 mm                  | 11 g                  | 2,25 mm               | Réz-nikkel            | 1976, 1978, 1980                         | 136 082 000 |
| 28,8 mm                           | 11,15 g                            | 20 drachmai/ drachmes | Parthenón, érték                            | Periklész                       | 1982, 1984, 1986, 1988 | 64 460 000            | 2,25 mm               | Réz-nikkel            |                                          |             |
|                                   |                                    | 20 drachmai/ drachmes | Olívaág, érték                              | Dionysios Solomos               | 24,5 mm                | 7 g                   | 1,8 mm                | Réz-nikkel            | 1990, 1992, 1994, 1998, 2000             | 71 107 000  |
|                                   |                                    | 50 drachmai/ drachmes | Hullámok, érték                             | Szolón                          | 31 mm                  | 12 g                  | 2 mm                  | Réz-nikkel            | 1980                                     | 32 951 000  |
| 1982, 1984                        | 30 310 000                         | 50 drachmai/ drachmes | Hullámok, érték                             | Szolón                          | 31 mm                  | 12 g                  | 2 mm                  | Réz-nikkel            |                                          |             |
|                                   |                                    | 50 drachmai/ drachmes | Triérész, érték                             | Homérosz                        | 27,6 mm                | 9 g                   | 2,25 mm               | Réz-nikkel            | 1986, 1988, 1990, 1992, 1994, 1998, 2000 | 35 667 000  |
|                                   |                                    | 100 drachmes          | 16 ágú csillag, Makedónia szimbóluma, érték | III. Alexandrosz makedón király | 29,3 mm                | 10 g                  | 2,22 mm               | Alumínium-bronz       | 1990, 1992, 1994, 1998, 2000             | 289 152 000 |

## Euróra váltás
Az eurózónába belépéskor a meghatározott árfolyam 340,75 drachmes volt 1 euróért, így a legnagyobb értékű érme, a 100 drachmes-es is csak 29 eurócentet, azaz 0,29 eurót ért.
| Érme         | Érték (eurócent) |
| ------------ | ---------------- |
| 1 drachma    | 0,293            |
| 2 drachmes   | 0,587            |
| 5 drachmes   | 1,467            |
| 10 drachmes  | 2,935            |
| 20 drachmes  | 5,869            |
| 50 drachmes  | 14,674           |
| 100 drachmes | 29,347           |

## Kapcsolódó szócikk
- Görög drachma